# Nyctycia latibasalis
Nyctycia latibasalis är en fjärilsart som beskrevs av W. Warren 1913. Nyctycia latibasalis ingår i släktet Nyctycia och familjen nattflyn. Inga underarter finns listade i Catalogue of Life.